# Liste des maires de Pamiers
La liste des maires de Pamiers présente la liste des maires de la commune française de Pamiers, la plus peuplée du département de l'Ariège, en région Occitanie.

## L'Hôtel de ville
Il est situé 1 place du Mercadal, 09100 Pamiers.

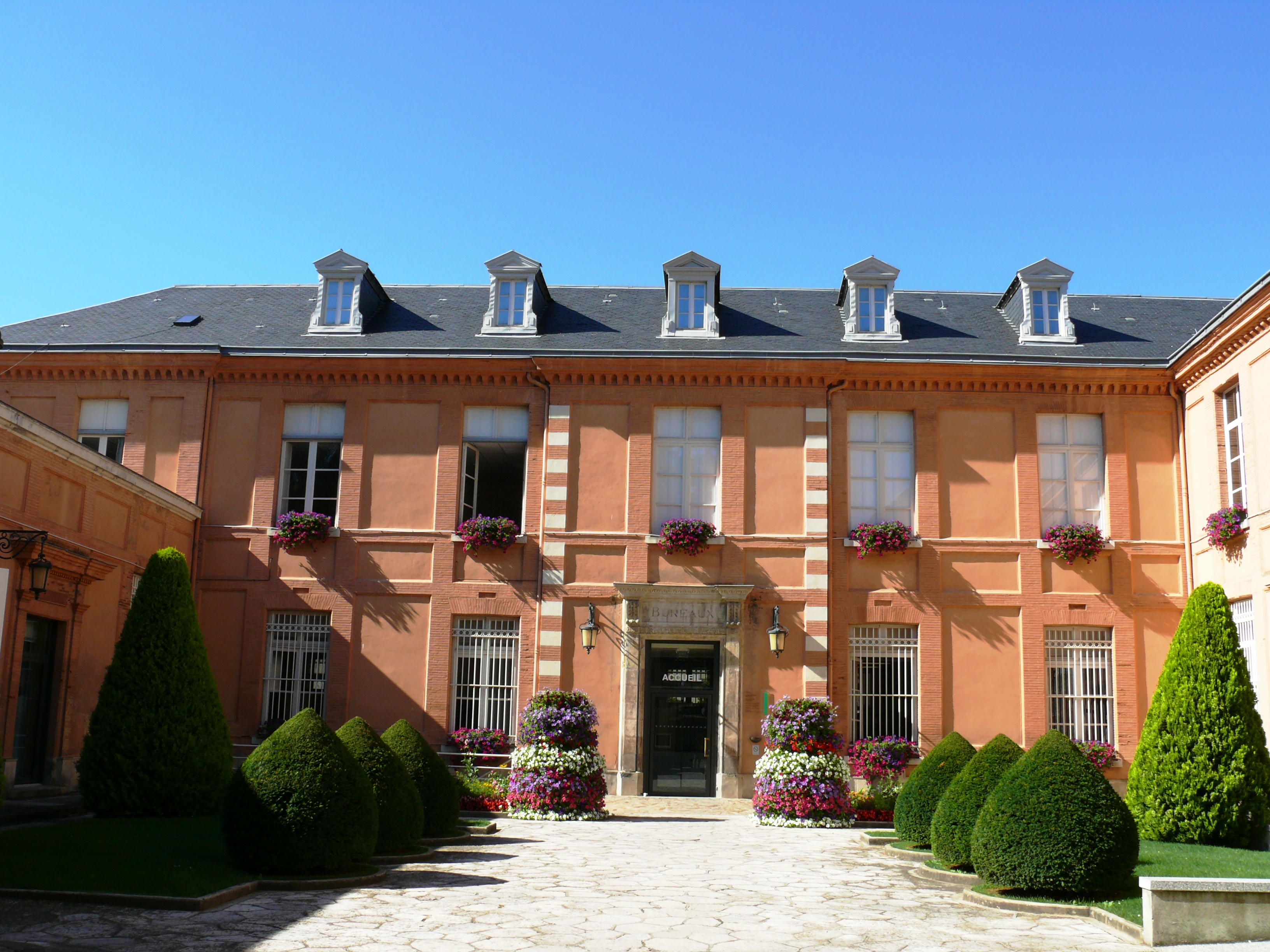
L'hôtel de ville.

## Liste des maires

### Sous l'Ancien Régime
| Période | Période | Identité                         | Étiquette | Qualité                 |
| ------- | ------- | -------------------------------- | --------- | ----------------------- |
| 1693    | 1709    | Joseph de Marfaing               |           | Conseiller au présidial |
| 1709    | 1710    | Borelly                          |           |                         |
| 1710    | 1711    | Rigail                           |           |                         |
| 1711    | 1712    | Renalie                          |           |                         |
| 1712    | 1713    | de Fraxine                       |           |                         |
| 1713    | 1715    | Desserres                        |           |                         |
| 1715    | 1717    | Carme                            |           |                         |
| 1717    | 1718    | Gailhard                         |           |                         |
| 1718    | 1737    | Pas de maire                     |           |                         |
| 1737    | 1738    | Bernard Fonta                    |           |                         |
| 1738    | 1755    | Pas de maire                     |           |                         |
| 1755    | 1757    | Paul Cazes                       |           |                         |
| 1757    | 1758    | M. Borelly                       |           |                         |
| 1758    | 1759    | Louis de Tersac de Montberaud    |           |                         |
| 1759    | 1760    | Jean-Baptiste Dongre             |           |                         |
| 1760    | 1761    | Charles de Bonnecarrère de Lherm |           |                         |
| 1761    | 1762    | M. de Miglos de Rougairan        |           |                         |
| 1762    | 1763    | Martial de Gailhard              |           | Conseiller du Roi       |
| 1763    | 1765    | Jean-Pierre Palmade de Fraxine   |           | Avocat en Parlement     |
| 1765    | 1766    | M. de Cardaillac                 |           |                         |
| 1766    | 1769    | Jean-Baptiste Dongre             |           |                         |
| 1769    | 1776    | M. de Tersac de Montberaud       |           |                         |
| 1776    | 1780    | Antoine Ribaute                  |           | Avocat                  |
| 1780    | 1789    | Jean-Pierre Palmade de Fraxine   |           | Avocat en Parlement     |

### Entre 1790 et 1945
| Période                                  | Période       | Identité                                | Étiquette    | Qualité |
| ---------------------------------------- | ------------- | --------------------------------------- | ------------ | --- |
| 1790                                     | 1790          | M. Subra-Villeneuve                     |              | |
| 1790                                     | 1791          | Jean Antoine Vignes                     |              | Avocat |
| 1791                                     | 1792          | Pierre Solère                           |              | |
| 1792                                     | 1794          | Thimothée Pages                         |              | |
| 1794                                     | 1795          | Marc Lefèvre                            |              | |
| 1795                                     | 1797          | Guillaume Laborde                       |              | |
| 1797                                     | 1797          | Antonin Lafage                          |              | |
| 1797                                     | 1797          | Antoine Ribaute                         |              | Avocat |
| 1797                                     | 1798          | Philippe Daliot                         |              | |
| 1798                                     | 1798          | Jean Paul Borelly (dit Borelly Jeune)   |              | |
| 1798                                     | 1798          | François-Louis Lemercier                |              | |
| 1798                                     | 1799          | Jean Paul Borelly                       |              | |
| 1799                                     | 1800          | Léon Duran Hérisson                     |              | |
| 1800                                     | 1801          | Joseph Vergé                            |              | |
| 1801                                     | 1813          | Antoine Ribaute                         |              | Avocat |
| 1813                                     | 1815          | Jean Joseph Marie Subra Saint-Martin    |              | |
| 1815                                     | 1815          | Alexandre Guerguy                       |              | Docteur en médecine, maire transitoire |
| 1815                                     | 1828          | Jean de Falentin de Saintenac           |              | Propriétaire terrien, conseiller de préfecture Député de l'Ariège (1821 → 1830) Conseiller général de l'Ariège Président du conseil général de l'Ariège |
| 1828                                     | 1830          | Pierre-Bernard Vasilières (1764-1847)   | Royaliste    | Avocat et fonctionnaire des finances Propriétaire de l'hôtel de Vasilières                                                                              |
| 1830                                     | 1832          | Jacques Ourgaud (1796-1868)             |              | Docteur en médecine, chirurgien |
| 1832                                     | 1836          | Jean-Jacques Pujol                      |              | Notaire |
| 1836                                     | 1840          | Antoine (dit Édouard) Peire             |              | Avocat |
| 1840                                     | 1848          | Jacques Ourgaud (1796-1868)             |              | Docteur en médecine, chirurgien Conseiller général de Pamiers (1848 → 1852)                                                                             |
| 1848                                     | 1848          | François Étienne Marie Cassas           |              | |
| 1848                                     | 1848          | Théodore Vignes                         | Républicain  | Sous-préfet |
| 1848                                     | 1848          | Émile Lefèvre                           |              | |
| 1848                                     | 1857          | Eugène Laborde                          |              | |
| 1857                                     | 1860          | Théodose Vasilières (1801-1861)         | Bonapartiste | Avocat Conseiller général de Pamiers (1852 → 1861) Démissionnaire                                                                                       |
| 1860                                     | 1861          | Jacques Ourgaud (1796-1868)             | Bonapartiste | Docteur en médecine, chirurgien Conseiller général de Pamiers (1848 → 1852 et 1861 → 1864)                                                              |
| 1861                                     | 1862          | Antoine Layrix                          |              | |
| 1862                                     | 1865          | Alexandre Borelly                       |              | Avocat Conseiller général de Pamiers (1864 → 1869) |
| 1865                                     | 1870          | Jean Joseph Bernard Barrière            |              | |
| 1870                                     | 1870          | Victor Fauré                            |              | |
| 1870                                     | 1871          | Jules Lasbaysses                        |              | Avocat |
| 1871                                     | 1871          | Théodore Silvestre                      |              | |
| 1871                                     | 1874          | Jules Lasbaysses                        |              | Avocat |
| 1874                                     | 1883          | Auguste Lemercier du Chalonge           | Conservateur | |
| 1883                                     | 1884          | Gustave Mayot                           |              | Notaire |
| 1884                                     | mai 1888      | Jules Lasbaysses                        |              | Avocat Député de l'Ariège (1877 → 1893) |
| mai 1888                                 | novembre 1888 | Auguste Lemercier du Chalonge           | Conservateur | |
| 1889                                     | 1889          | Pierre de Lafitte-Falentin de Saintenac | Monarchiste  | Officier de dragons pontificaux |
| 1889                                     | 1894          | Léopold Catala                          | Républicain  | Propriétaire, ancien adjoint au maire |
| 1894                                     | 1896          | Joseph Pérès                            |              | |
| 1896                                     | 1896          | Alcide Bernard Allaux                   |              | Médecin |
| 1896                                     | 1898          | Edmond Durrieu                          |              | |
| 1898                                     | mai 1900      | Jean Piquemal                           |              | |
| mai 1900                                 | décembre 1919 | Eugène Soula                            | Rad.         | Docteur en médecine Conseiller général de Pamiers (1907 → 1919)                                                                                         |
| décembre 1919                            | 1940          | Joseph-Paul Rambaud                     | Rad.         | Médecin, résistant Sénateur de l'Ariège (1930 → 1944) Conseiller général de Pamiers (1919 → 1940) Révoqué par le régime de Vichy                        |
| Les données manquantes sont à compléter. |               |                                         |              | |
| 1943                                     | 1944          | André Cot (1894-1945)                   |              | Directeur de la fonderie Degro et Bonnet Nommé conseiller départemental en 1943                                                                         |
| août 1944                                | mai 1945      | Joseph Cerny                            | SFIO         | Contremaître, président du Comité local de libération                                                                                                   |

### Depuis 1945
| Période      | Période                      | Identité                           | Étiquette                   | Qualité |
| ------------ | ---------------------------- | ---------------------------------- | --------------------------- | --- |
| mai 1945     | octobre 1947                 | Émile Daraud (1906-1977)           | PCF                         | Postier, ancien résistant Conseiller général de Pamiers (1945 → 1949) |
| octobre 1947 | mars 1959                    | Jean Richou                        | SFIO                        | Instituteur |
| mars 1959    | février 1982                 | Gaston Bareilles (1917-1982)       | DVG                         | Médecin Décédé en fonction |
| février 1982 | mars 1982                    | Albert Truno (1933-2022)           |                             | Premier adjoint, maire par intérim Maire de Latour-de-Carol (1995 → 2008) |
| mars 1982    | mars 1989                    | Francis Rouquet                    | DVD (app. RPR) puis UDF-CDS | Chirurgien-dentiste Conseiller régional de Midi-Pyrénées (1986 → 1992) Élu à la suite d'une élection municipale complémentaire Réélu en 1983 et 1984 |
| mars 1989    | juin 1995                    | François-Bernard Soula (1944-2017) | PS                          | Chirurgien, chef de service pneumologie Conseiller général de Pamiers-Ouest (1992 → 2011) Vice-président du conseil général de l'Ariège |
| juin 1995    | juillet 2020                 | André Trigano                      | UDF-Rad. puis DVD           | Entrepreneur, maire honoraire Député de l'Ariège (2e circ.) (1993 → 1997) Conseiller régional de Midi-Pyrénées (1986 → 2004) Conseiller général de Saverdun (1982 → 1993) Président de la CC du Pays de Pamiers (1995 → 2017) Président de la CC des Portes d’Ariège Pyrénées (2017 → 2020) Maire de Mazères (1971 → 1995) Réélu en 2001, 2008 et 2014 |
| juillet 2020 | En cours (au 9 janvier 2024) | Frédérique Thiennot                | DVC                         | Médecin urgentiste 9e vice-présidente de la CC des Portes d’Ariège Pyrénées (2020 → ) |

## Conseil municipal actuel
Les 33 sièges composant le conseil municipal de Pamiers ont été pourvus le 28 juin 2020 à l'issue du second tour. Actuellement, il est réparti comme suit : 

## Résultats des élections municipales

### Élection municipale de 2020
|                                       |                          |                          |              |              |             |             |         |         |  |
| Tête de liste                         | Tête de liste            | Liste                    | Premier tour | Premier tour | Second tour | Second tour | Sièges  | Sièges  |  |
| Tête de liste                         | Tête de liste            | Liste                    | Voix         | %            | Voix        | %           | CM      | CC      |  |
|                                       | Frédérique Thiennot      | DVC                      | 918          | 21,71        | 1 777       | 41,39       | 24      | 15      |  |
| Pamiers autrement                     |                          |                          | 918          | 21,71        | 1 777       | 41,39       | 24      | 15      |  |
|                                       | Xavier Fauré             | LR                       | 887          | 20,97        | 1 777       | 41,39       | 24      | 15      |  |
| Ensemble vivre Pamiers                |                          |                          | 887          | 20,97        | 1 777       | 41,39       | 24      | 15      |  |
|                                       | André Trigano *          | DVD                      | 1 191        | 28,16        | 1 661       | 38,69       | 6       | 4       |  |
| Union pour Pamiers avec André Trigano |                          |                          | 1 191        | 28,16        | 1 661       | 38,69       | 6       | 4       |  |
|                                       | Daniel Mémain            | PCF-EÉLV-LFI-G.s         | 736          | 17,40        | 855         | 19,91       | 3       | 2       |  |
| Pamiers citoyenne                     |                          |                          | 736          | 17,40        | 855         | 19,91       | 3       | 2       |  |
|                                       | Jacques Laffargue,       | PS                       | 496          | 11,73        | Retrait     | Retrait     | Retrait | Retrait |  |
| Les appaméens                         |                          |                          | 496          | 11,73        | Retrait     | Retrait     | Retrait | Retrait |  |
|                                       |                          |                          |              |              |             |             |         |         |  |
| Votes valides                         | Votes valides            | Votes valides            | 4 228        | 96,38        | 4 293       | 96,91       |         |         |  |
| Votes blancs                          | Votes blancs             | Votes blancs             | 54           | 1,23         | 54          | 1,22        |         |         |  |
| Votes nuls                            | Votes nuls               | Votes nuls               | 105          | 2,39         | 43          | 1,87        |         |         |  |
| Total                                 | Total                    | Total                    | 4 387        | 100,00       | 4 430       | 100,00      | 33      | 21      |  |
| Abstentions                           | Abstentions              | Abstentions              | 5 044        | 53,48        | 5 011       | 53,08       |         |         |  |
| Inscrits / participation              | Inscrits / participation | Inscrits / participation | 9 431        | 46,52        | 9 441       | 46,92       |         |         |  |
| * Liste du maire sortant              |                          |                          |              |              |             |             |         |         |  |

### Élection municipale de 2014
| Tête de liste                       | Tête de liste    | Liste          | Premier tour | Premier tour | Second tour | Second tour | Sièges | Sièges |
| Tête de liste                       | Tête de liste    | Liste          | Voix         | %            | Voix        | %           | CM     | CC     |
| ----------------------------------- | ---------------- | -------------- | ------------ | ------------ | ----------- | ----------- | ------ | ------ |
|                                     | André Trigano *  | DVD            | 2 381        | 41,54        | 2 673       | 46,59       | 25     | 18     |
| L'expérience au service de l'avenir |                  |                | 2 381        | 41,54        | 2 673       | 46,59       | 25     | 18     |
|                                     | Alain Fauré      | PS-PRG         | 1 421        | 24,79        | 1 364       | 23,77       | 4      | 3      |
| Pamiers ensemble                    |                  |                | 1 421        | 24,79        | 1 364       | 23,77       | 4      | 3      |
|                                     | Michel Teychenné | FG-EELV        | 1 105        | 19,28        | 979         | 17,06       | 2      | 2      |
| Pamiers au coeur – Le renouveau     |                  |                | 1 105        | 19,28        | 979         | 17,06       | 2      | 2      |
|                                     | Aimé Deleglise   | FN             | 824          | 14,37        | 721         | 12,56       | 2      | 1      |
| Pamiers bleu Marine                 |                  |                | 824          | 14,37        | 721         | 12,56       | 2      | 1      |
|                                     |                  |                |              |              |             |             |        |        |
| Inscrits                            | Inscrits         | Inscrits       | 9 505        | 100,00       | 9 505       | 100,00      |        |        |
| Abstentions                         | Abstentions      | Abstentions    | 3 596        | 37,83        | 3 592       | 37,79       |        |        |
| Votants                             | Votants          | Votants        | 5 909        | 62,17        | 5 913       | 62,21       |        |        |
| Blancs et nuls                      | Blancs et nuls   | Blancs et nuls | 178          | 3,01         | 176         | 2,98        |        |        |
| Exprimés                            | Exprimés         | Exprimés       | 5 731        | 96,99        | 5 737       | 97,02       |        |        |
| * Liste du maire sortant            |                  |                |              |              |             |             |        |        |

### Élection municipale de 2008
|                          | André Trigano *    | DVD            | 3 019 | 50,65  | 25 |  |  |  |
| Continuons pour Pamiers  |                    |                | 3 019 | 50,65  | 25 |  |  |  |
|                          | Émile Franco       | PS             | 2 452 | 41,14  | 7  |  |  |  |
| Ensemble Pamiers demain  |                    |                | 2 452 | 41,14  | 7  |  |  |  |
|                          | Françoise Matricon | Verts          | 489   | 8,20   | 1  |  |  |  |
| Ouvrons les yeux         |                    |                | 489   | 8,20   | 1  |  |  |  |
|                          |                    |                |       |        |    |  |  |  |
| Inscrits                 | Inscrits           | Inscrits       | 9 606 | 100,00 |    |  |  |  |
| Abstentions              | Abstentions        | Abstentions    | 3 419 | 35,59  |    |  |  |  |
| Votants                  | Votants            | Votants        | 6 187 | 64,41  |    |  |  |  |
| Blancs ou nuls           | Blancs ou nuls     | Blancs ou nuls | 227   | 3,67   |    |  |  |  |
| Exprimés                 | Exprimés           | Exprimés       | 5 960 | 96,33  |    |  |  |  |
| * Liste du maire sortant |                    |                |       |        |    |  |  |  |

### Élection municipale de 2001
| Tête de liste            | Tête de liste      | Liste               | Premier tour | Premier tour | Second tour | Second tour | Sièges | Sièges |
| Tête de liste            | Tête de liste      | Liste               | Voix         | %            | Voix        | %           | CM     |        |
| ------------------------ | ------------------ | ------------------- | ------------ | ------------ | ----------- | ----------- | ------ | ------ |
|                          | André Trigano *    | DVD                 | 2 697        | 49,00        | 3 065       | 52,72       | 26     |        |
|                          | André Montané      | PS-PCF-PRG (G. pl.) | 2 016        | 36,63        | 2 243       | 38,58       | 6      |        |
|                          | Françoise Matricon | Verts               | 791          | 14,37        | 506         | 8,70        | 1      |        |
|                          |                    |                     |              |              |             |             |        |        |
| Inscrits                 | Inscrits           | Inscrits            | 8 824        | 100,00       | 8 821       | 100,00      |        |        |
| Abstentions              | Abstentions        | Abstentions         | 2 975        | 33,71        | 2 736       | 31,02       |        |        |
| Votants                  | Votants            | Votants             | 5 849        | 66,29        | 6 085       | 68,98       |        |        |
| Blancs ou nuls           | Blancs ou nuls     | Blancs ou nuls      | 345          | 5,90         | 271         | 4,45        |        |        |
| Exprimés                 | Exprimés           | Exprimés            | 5 504        | 94,10        | 5 814       | 95,55       |        |        |
| * Liste du maire sortant |                    |                     |              |              |             |             |        |        |

### Élection municipale de 1995
|                          | André Trigano            | UDF-RPR-DVD (Un. d.) | 3 401 | 51,09  | 25 |  |  |  |
|                          | François-Bernard Soula * | PS-PCF (Un. g.)      | 2 914 | 43,77  | 7  |  |  |  |
|                          | M. Humbert               | Verts                | 342   | 5,14   | 1  |  |  |  |
|                          |                          |                      |       |        |    |  |  |  |
| Inscrits                 | Inscrits                 | Inscrits             | 9 052 | 100,00 |    |  |  |  |
| Abstentions              | Abstentions              | Abstentions          | 2 190 | 24,19  |    |  |  |  |
| Votants                  | Votants                  | Votants              | 6 862 | 75,81  |    |  |  |  |
| Blancs ou nuls           | Blancs ou nuls           | Blancs ou nuls       | 205   | 2,99   |    |  |  |  |
| Exprimés                 | Exprimés                 | Exprimés             | 6 657 | 97,01  |    |  |  |  |
| * Liste du maire sortant |                          |                      |       |        |    |  |  |  |

### Élection municipale de 1989
| Tête de liste | Tête de liste          | Liste       | Premier tour | Premier tour | Second tour | Second tour | Sièges | Sièges |
| Tête de liste | Tête de liste          | Liste       | Voix         | %            | Voix        | %           | CM     |        |
| ------------- | ---------------------- | ----------- | ------------ | ------------ | ----------- | ----------- | ------ | ------ |
|               | François-Bernard Soula | PS          | 2 186        | 33,45        | 3 875       | 58,15       | 27     |        |
|               | Gilbert Séguéla        | PCF         | 1 769        | 27,07        | 3 875       | 58,15       | 27     |        |
|               | Gérard Legrand         | UDF         | 1 460        | 22,34        | 1 754       | 26,32       | 4      |        |
|               | Paul Clarac            | DVD         | 1 119        | 17,12        | 1 034       | 15,51       | 2      |        |
|               |                        |             |              |              |             |             |        |        |
| Inscrits      | Inscrits               | Inscrits    | 9 176        | 100,00       | 9 176       | 100,00      |        |        |
| Abstentions   | Abstentions            | Abstentions | 2 346        | 25,56        | 2 246       | 24,47       |        |        |
| Votants       | Votants                | Votants     | 6 830        | 74,44        | 6 930       | 75,53       |        |        |
| Nuls          | Nuls                   | Nuls        | 296          | 3,22         | 267         | 2,91        |        |        |
| Exprimés      | Exprimés               | Exprimés    | 6 534        | 71,21        | 6 663       | 72,61       |        |        |

### Élection municipale partielle de 1984
| Tête de liste            | Tête de liste     | Liste               | Premier tour | Premier tour | Second tour | Second tour | Sièges | Sièges |
| Tête de liste            | Tête de liste     | Liste               | Voix         | %            | Voix        | %           | CM     |        |
| ------------------------ | ----------------- | ------------------- | ------------ | ------------ | ----------- | ----------- | ------ | ------ |
|                          | Francis Rouquet * | RPR app. (Un. opp.) | 2 860        | 41,83        | 3 396       | 45,54       | 25     |        |
|                          | Gilbert Séguéla   | PCF-PS (Un. g.)     | 2 692        | 39,37        | 3 298       | 44,22       | 7      |        |
|                          | M. Soula          | MRG-Mod.            | 1 285        | 18,79        | 763         | 10,23       | 1      |        |
|                          |                   |                     |              |              |             |             |        |        |
| Inscrits                 | Inscrits          | Inscrits            | 9 475        | 100,00       | 9 472       | 100,00      |        |        |
| Abstentions              | Abstentions       | Abstentions         | 2 497        | 26,35        | 1 919       | 20,26       |        |        |
| Votants                  | Votants           | Votants             | 6 978        | 73,65        | 7 553       | 79,74       |        |        |
| Nuls                     | Nuls              | Nuls                | 141          | 1,49         | 96          | 1,01        |        |        |
| Exprimés                 | Exprimés          | Exprimés            | 6 837        | 72,16        | 7 457       | 78,73       |        |        |
| * Liste du maire sortant |                   |                     |              |              |             |             |        |        |

### Élection municipale de 1983
| Tête de liste            | Tête de liste     | Liste       | Premier tour | Premier tour | Second tour | Second tour | Sièges | Sièges |
| Tête de liste            | Tête de liste     | Liste       | Voix         | %            | Voix        | %           | CM     |        |
| ------------------------ | ----------------- | ----------- | ------------ | ------------ | ----------- | ----------- | ------ | ------ |
|                          | Francis Rouquet * | DVD-RPR     | 2 784        | 38,42        | 3 823       | 50,13       | 25     |        |
|                          | M. Barrière       | DVG-PCF     | 2 037        | 28,11        | 3 803       | 49,86       | 8      |        |
|                          | Albert Truno      | PS-MRG      | 1 129        | 15,58        | 3 803       | 49,86       | 8      |        |
|                          | M. Dallet         | Mod.        | 1 296        | 17,88        |             |             |        |        |
|                          |                   |             |              |              |             |             |        |        |
| Inscrits                 | Inscrits          | Inscrits    | 9 404        | 100,00       | 9 400       | 100,00      |        |        |
| Abstentions              | Abstentions       | Abstentions | 1 970        | 20,95        | 1 575       | 16,76       |        |        |
| Votants                  | Votants           | Votants     | 7 434        | 79,05        | 7 825       | 83,24       |        |        |
| Nuls                     | Nuls              | Nuls        | 188          | 2,00         | 199         | 2,12        |        |        |
| Exprimés                 | Exprimés          | Exprimés    | 7 246        | 77,05        | 7 626       | 81,12       |        |        |
| * Liste du maire sortant |                   |             |              |              |             |             |        |        |